# Princess Iron Fan

Princess Iron Fan est un film hongkongais réalisé par Ho Meng-hua, sorti en 1966.

## Histoire
Il s'agit d'une adaptation de deux épisodes du roman La Pérégrination vers l'Ouest : "la princesse à l'éventail de fer" et "le démon Os-Blanc" (Baigu Jing).

## Fiche technique
- Titre original anglais : Brothers Five'
- Réalisation : Ho Meng-hua
- Scénario : Cheng Kang, d'après le roman
- Société de production : Shaw Brothers
- Pays d'origine :  Hong Kong
- Langue originale : mandarin
- Format : Couleurs - 2,35:1 - Mono - 35 mm
- Durée:
- Genre : Film d'aventure
- Dates de sortie : 1966

## Distribution
- Pat Ting Hung : la princesse
- Ho Fan : le moine Tang
- Yueh Hua : Sun Wukong
- Cheng Pei-pei : le démon Os-Blanc
- Lily Ho : la sœur du démon
- Lily Li :
- Ku Feng :